# Euphrasia spectabilis
Euphrasia spectabilis là loài thực vật có hoa thuộc họ Cỏ chổi. Loài này được Phil. mô tả khoa học đầu tiên năm 1861.